# 斯圖德瓦河
45°00′22″N 19°13′01″E / 45.00611°N 19.21694°E

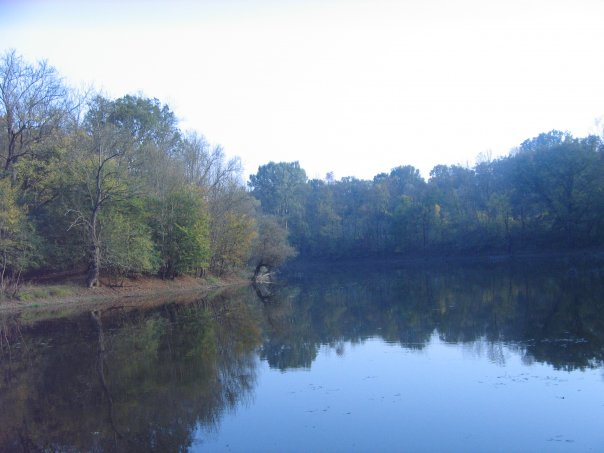

斯圖德瓦河是歐洲東南部的河流，流經克羅地亞和塞爾維亞，屬於博蘇特河的右支流，河道全長37公里，流域面積355平方公里，發源自斯雷姆西部。